# Condemned: Criminal Origins
Condemned: Criminal Origins es un videojuego de terror desarrollado por Monolith Productions y publicado por Sega para Xbox 360. Fue lanzado el 15 de noviembre de 2005 en Estados Unidos, y el 2 de diciembre de 2005 en Europa, donde es conocido simplemente como Condemned. La versión para PC se lanzó el 11 de abril de 2006.
Sobre el box oficial cuando salió el juego en el 2005 no tuvo muchas ventas; solo 100 000 unidades vendidas en Estados Unidos y con una puntuación de 5.9/10, en el 2006 subió hasta un 6.2/10, vendiendo 300 000 unidades en los EE. UU. y 200 000 en Europa. En 2007 subieron las ventas y los ranking vendiendo casi 700 000 unidades y 289 660 unidades respectivamente, hasta ahora el juego ha vendido en EE. UU 850 000 unidades y en EUR. 480 000 unidades vendidas y en todo lo que resta del mundo ha vendido más de 600 000 unidades, en total ha vendido 2.57 millones de unidades (hasta el 10 de noviembre), con un ranking de 8.7/10 y en E3 GAMES 8.9/10 También este videojuego ganó en las categoría de "Mejor Suspenso" y "Mejor Videojuego De Terror" en los 1UP Won.
Los jugadores pueden esperar un tono fuerte, cuando los desarrolladores citan películas como The Silence of the Lambs y Seven como la inspiración para su videojuego.
En la versión de Xbox 360 en algunas partes de la partida se puede ver una  Xbox 360 y un televisor sobre una mesa y como recompensa por encontrarla se obtiene un logro.

## Jugabilidad

### Combate
Aunque el juego se juega completamente desde una perspectiva de primera persona (sólo rota por escenas de corte), no es un relato tradicional de un tirador en primera persona. Las armas de fuego están presentes, pero son algo infrecuentes. Sin embargo, a diferencia de otros juegos desde una perspectiva de primera persona, son especialmente mortales, a menudo matando enemigos con un solo tiro. Las armas que pueden encontrar o tomadas de enemigos, solo son buenas para la munición actual en el cargador; una vez que este se agota, la culata de la pistola se puede utilizar como arma. Para complicar las cosas aún más, los enemigos operan armas de fuego de la misma reserva de munición, es decir una vez que ha enviado el enemigo, consigue solamente jugador qué munición fue dejado de la lucha. Esto anima a los jugadores para atacar a enemigos con armas de fuego rápidamente.
El foco de la experiencia está en improvisado cuerpo a cuerpo, permitiendo a los jugadores y enemigos para recoger, o incluso tirar, las armas de sus entornos circundantes, tales como tuberías, puertas de armario, palas y 2x4s. Es la palabra empleada a menudo por los desarrolladores del juego para describir el combate 'visceral'. Una patada rápida está disponible para atacar a sin, o con un arma Hand-held y ataques pueden ser desatados en diferentes direcciones y configuraciones, por ejemplo de izquierda a derecha o arriba, pero combate es notable para no utilizar un sistema combinado , a diferencia de títulos similares como  las crónicas de Riddick: Escape from Butcher Bay. En muchos casos, el bloqueo es necesario antes y después de aterrizar un golpe exitoso. El jugador también puede realizar "movimientos finales" cuando el oponente está de rodillas, como el cabezazo o romper el cuello.
La inteligencia artificial de enemigos requiere que el jugador a pensar en sus pies juegos más que similares. Los enemigos son capaces de huir y esconderse con eficacia, a menudo sorprendiendo al jugador al aparecer rápidamente desde un lugar oculto. Enemigos también pueden efectivamente finta, para engañar al jugador bloquear en un momento inoportuno, se deja abierta para el ataque real.
Aunque hay armas afiladas en el juego, uno no puede apuñalar o desmembrar a enemigos. De hecho, el jugador no puede casi nunca ejercen una real cuchillo o espada, con la excepción del nivel escuela, donde el jugador tiene acceso breve a una cuchilla de la carne. Algunas armas cuerpo a cuerpo comprendidos en la clase de herramienta de entrada, como (un hacha para una puerta podrida), o una palanca para un bloqueo seguro y actúan como claves en el mundo, que permite al jugador acceder a nuevas zonas o cerrado de cajas.
El jugador también tiene una pistola taser que cuando utiliza aturde al objetivo, hace algo de daño y permite al jugador agarrar el arma del enemigo aturdido. Más adelante en el juego, teniente Rosa le da al jugador una nueva táser actualizada, que es mucho más potente, haciendo que las piernas del enemigo dar a conocer. Un golpe o disparo después de matará a cualquier enemigo. Los usos más comunes para con seguridad son atacar a enemigos con armas de fuego (ya que permite a los jugadores a stun a distancia y luego agarrar la pistola mientras el enemigo está incapacitado), contrarrestar un ataque inmediato (ya que uso la táser no requiere la sincronización precisa que no bloqueo) y obtener la oportunidad de hacer un tiro libre (un golpe donde el jugador no el riesgo de ser golpeado primero). Sin embargo, tiene que recargar entre tomas para que no puede usarse para anular el sistema del juego de lucha cuidadosamente enemigos.
Todo el juego lleva a cabo en entornos urbanos abandonados, con iluminación mínima. El jugador debe utilizar una linterna para navegar a través de ambientes constantemente oscurecidos del juego, cuando se trataba con frecuentes emboscadas enemigas.
Cerca del final el jugador pierde tanto la linterna como la táser. Esto significa que todas las estrategias que requieren la táser se convierten en imposibles y la fuente de luz solo personal se convierte en ardientes tablones que significa llevar una pistola reduce la visibilidad. Esto efectivamente fuerza al jugador a confiar exclusivamente en el bloqueo, ocultación y evasión para la defensa y quemarropa ataques por delito.

### Escena del crimen
Condemned involucra directamente el reproductor en investigaciones de escenas de crimen, que ofrece la posibilidad, en la prensa de un sensible al contexto botón, recurrir a un conjunto de herramientas forenses para encontrar y registrar evidencias. El personaje del jugador está vinculado a un laboratorio del FBI a través de su teléfono móvil a través de la investigación, permitiendo el examen remoto (casi inmediato) y análisis por su soporte de trabajo, Rosa. Evidencia de la escena de crimen puede utilizarse para resolver los puzles, que permite al jugador pasar obstáculos antes infranqueables, y proporcionar pistas a los globales misterios de la historia.
Evidencia ejemplos de huellas dactilares, huellas, fibras, líquidos (tales como sangre o productos químicos), partículas, residuos, marcas/grabados, material, huellas, heridas, pequeños objetos, documentos y partes del cuerpo.
El personaje del jugador es dotado con la capacidad instintiva para detectar cuando evidencia forense está cercana, permitiendo a los jugadores traer las herramientas de detección y recogida cuando sea apropiado. Sin embargo, los "instintos" del personaje solo vagamente resaltar el área donde reside la evidencia; es hasta el jugador metódicamente la escena y catálogo ninguna resultados.

## Trama
La historia comienza con el agente Ethan Thomas, un agente del SCU (Serial Crimes Unit) que es enviado a investigar un asesinato acompañado de un agente veterano. Esto ocurre en una serie de condominios de un barrio pobre donde las drogas y los crímenes van de la mano en una sociedad cada vez más enferma. Al llegar a la escena del crimen encuentran el cuerpo sin vida de la víctima y por azares del destino el criminal se encuentra en la escena, el detective -tu compañero- se percata y lo persigue, cuando Ethan lo encuentra, el asesino lo ataca, en ese preciso momento llega el detective, el asesino al cual lo mata con el arma de Ethan. Por lo cual es acusado de forma injusta por asesinato de su compañero, así que se ve obligado a escapar de la justicia y en dicho escapada encuentra un compañero un tanto oscuro el cual lo ayudara a lo largo de su aventura con tal de encontrar al verdadero asesino y así limpiar su nombre.
A medida que avanza el juego Ethan se encuentra con una serie de situaciones y personajes extraños. El juego comienza a ponerse progresivamente tenebroso. Y pasa de un ambiente real a un mundo absolutamente surrealista.

## Personajes
- Ethan Thomas (voz por Greg Grunberg), el protagonista del juego. Es un investigador de la SCU (Serial Crime Unit por sus siglas en inglés) con instintos inusualmente agudos. También se ha dado a conocer la durabilidad sobrehumana que posee, como lo demuestra su capacidad para recuperarse rápidamente de una electrocución, grandes caídas, y traumatismos en la cabeza, entre otros. Él es ayudado en su investigación por Rosa, un investigador forense en la sede.
- Detective Dickenson (voz por Peter Jacobs) es un miembro del SCU. Aparece solo en el primer nivel, asistiendo a Ethan en su investigación en el Weisman Office Building. Dirige a Ethan hacia la escena del crimen. Cuando cree que el asesino sigue en el edificio, él y el oficial Becker van en su busca. Ethan luego lo informa que su arma ha sido robada después de ser atacado al tratar de restaurar la energía en el edificio. Dickenson le proporciona un hacha para incendios para usarlas con puertas bloqueadas para así abrirse paso. Dickenson y Becker luego encuentran a Ethan que es asaltado por el SKX, los dos oficiales apuntan su arma al asesino pero no antes de que él se las arregle para dispararles a ambos con el arma de Ethan.
- Oficial Becker es un oficial de policía de Metro City. En el juego asiste a Ethan en su investigación en el Weisman Office Building, donde una mujer fue estrangulada por The Match Maker. Él es el primero en encontrar el cuerpo en sus horas de servicio, y después asiste a Ethan y Dickenson en encontrar la escena del crimen. Cuando es evidente que hay alguien más en la escena del crimen, el trío se divide. Después cuando Ethan es atacado por el SKX, Dickenson y Becker tratan de salvar a Ethan, pero sin éxito al recibir ambos disparos de bala del arma de Ethan.
- Malcolm Vanhorn (voz por John Armstrong) nos provee de apoyo durante el transcurso del juego. Es el tío de Leland Vanhorn y amigo de Ethan. Después de ser casi asesinado por SKX en la escena del crimen, Ethan conoce a Malcolm al despertar en su apartamento después de lo sucedido en el Weisman Office Building. Le explica que no tiene tiempo y que debe irse, para eso distrae a la policía lo suficiente para que pueda escapar. Ethan descubre que la ciudad ha descendido en el caos, y trata de averiguar más a detalle lo que realmente está pasando. Vanhorn aparece con poca frecuencia mediante el progreso de la historia, preguntando a Ethan si necesita ayuda, pero nunca revelando ninguna de sus verdaderas intenciones. Finalmente Vanhorn ayuda directamente a Ethan al dirigirlo a la casa de SKX, al mismo tiempo mantiene un velo de secreto sobre cómo y por qué conoce esa información. Ethan encuentra a SKX, pero es sometido por Vanhorn. Antes de quedar inconsciente, Ethan observa desesperanzado como SKX cambia la situación al noquear a Vanhorn también. Vanhorn finalmente salva la vida de Ethan al detener (en su mayoría) a SKX de cortarlo. Al final del juego, le dice a Ethan que SKX (que está amarrado en el maletero) es en realidad su sobrino, y que solía ser bueno. Vanhorn trata de justificar las acciones de Leland, y afirma que en realidad no era su culpa. Enfurecido, Ethan sale del coche y apunta su pistola a Leland. En defensa, Vanhorn también apunta su arma a Ethan para detenerlo, la decisión que tomemos nos dará el mismo final, los sucesos siguientes hacen cierre a la historia. Aparece también en la secuela del juego.
- Director Ike Farrel (voz por Peter Jacobs) es el director de la Unidad de crímenes en serie (SCU) que es parte del FBI. Contrata a Ethan para el SCU porque estaba enterado de las habilidades psíquicas de Ethan de poder conectarse con las mentes de los asesinos seriales. Farrel es la cabeza del SCU en el momento de los asesinatos por parte del SKX. En el transcurso del juego, le suplica a Ethan, quien está acusado de matar a dos agentes de policía, de entregarse por propia voluntad para poco después comenzar a amenazarlo. Él nunca ha demostrado que le importaba que Ethan prácticamente resolviera los asesinatos del SKX el solo, y se ha mantenido reservado sobre la amistad entre Ethan y Rosa. Aparece también en la secuela del juego.
- Teniente Rosa Angel (voz por Kimberli Coulbourne). Rosa trabaja en la SCU, rama del FBI, como una analizadora de medicina forense. Ella trabaja con Ethan en la mayoría de los casos del Serial Killer X y le ofrece la asistencia con el laboratorio de criminalística, análisis de evidencias a lo que respecta. Solo es posible comunicarse con ella mediante un celular que porta Ethan en las primeras partes del juego hasta que se da encuentro con él en la Biblioteca municipal que recientemente sufrió un incendio fuerte, además de estar infestada de criaturas deformes. Es secuestrada por un miembro de "el Oro", conocido como "The Dark primary." Es rescatada por Ethan, para luego acceder a una terminal para obtener información acerca de Carl Anderson, conocido como "The Torturer", y encontrar información vital sobre su paradero lo antes posible, a pesar de que son escuchados por Leland Vanhorn. Ella puede ser encontrada en el edificio principal de la SCU en un laboratorio, con un completo equipamiento, incluido un escáner CAT. Ella y Ethan trabajan en la Gran Área Metropolitana y está muy comprometida con su trabajo de investigación. Ella es vista al final del jugo hablando con Ethan en un restaurante. Aparece también en la secuela del juego.
- The Match Maker, el primer asesino en serie mencionado en el juego. Conocido por asesinar a mujeres y colocar sus cuerpos al lado de maniquíes masculinos. Estos maniquíes están siempre desfigurados, a menudo con una especie de máscara en la cara. El juego comienza con Ethan Thomas llegando al Weisman Office Building, que es la escena de uno de sus asesinatos. Ethan persigue a un hombre que cree que es el "The Match Maker", pero es luego revelado que es el SKX. Finalmente Ethan procede hacia el escondite del "The Match Maker" en las tiendas por departamentos de Bart, donde encuentra el cuerpo de un hombre en un probador posicionado al lado de un maniquí femenino. Ethan es capaz de reconocerlo debido a la falta del dedo índice en su mano derecha.
- Carl Anderson alias The Torturer. Es conocido realmente por no haber asesinado nunca a nadie, captura a sus víctimas y las tortura de maneras indescriptibles, ahí es cuando las deja libres (pero sin dejarlas escapar). Para no tener que afrontar más torturas, sus víctimas terminan suicidándose. Se da el caso en el juego de que a Samuel Tibbits le corta un brazo y los labios, y lo libera. Tras el descubrimiento del cadáver del caso de The Match Maker en las tiendas por departamentos de Bart, Ethan teoriza que el "Serial Killer X" puede tener como objetivo conocer asesinos en serie y que Carl Anderson, "The Torturer", pueda ser el próximo. En la Escuela de San José, Ethan encuentra pistas sobre el horrible asesinato de Tibbits, incluidos pañuelos faciales pegados a una pizarra, con las palabras "Loose Lips, Sink Ships" garabateado con tiza en la pizarra, y un brazo roto que colgaba de un aro de baloncesto en el gimnasio. Ethan descubre finalmente el mutilado cuerpo de Tibbits en posición vertical en un armario. Creyendo que Tibbits está muerto, Thomas intenta tomar una fotografía por Rosa, provocando que Tibbits despierte. Tibbits revela que de hecho fue Carl Anderson quien lo había torturado. Después de buscar refugio en el interior del local, Tibbits atestigua cómo un hombre golpea a Anderson para después llevárselo a rastras. Anderson es luego visto en el Apple Seed Orchard, en una de las visiones psíquicas de Ethan. En la visión, Anderson, enloquecido por las torturas del SKX, se atraviesa a sí mismo con un atizador. El cuerpo de Anderson es encontrado en el centro de la habitación, con el atizador atravesando su estómago. Ethan esconde el cuerpo en un armario e intercambia ropas en busca de engañar al SKX.
- Leland Vanhorn alias Serial Killer X (voz por Peter Jacobs) el principal antagonista del juego. Ha dado caza a los asesinos en serie que Ethan ha estado buscando. asesinándolos con los mismos métodos que ellos usaron. Cerca del final del juego, se revela su identidad, es el sobrino de Malcolm, amigo de Ethan. Malcolm creen que Leland está siendo influenciado por misteriosas criaturas mutiladas humanoides que están aumentando los niveles de demencia de la ciudad. El origen de estas criaturas es mejor explicado en la secuela al estar relacionados al culto conocido como "el Oro".

## Contenido desbloqueable
La versión de Condemned: Criminal Origins para la consola Xbox 360 consola emplea el sistema de logros establecido por Microsoft. Como los criterios para la realización se cumplen los premios, bonus contenido desbloqueado, entonces que puede acceder desde un menú especial. El contenido incluye bocetos de concepto y producción y pinturas, work-in-progress animation, video de sesiones de captura de movimiento y un video algo largo, mostrando un nivel completo de una versión temprana del juego. Estas características fueron prorrogadas más adelante a la versión PC del juego.

## Desarrollo
Condemned: Criminal Origins fue originalmente conocido como El oscuro, bastante lejos en la producción. Bajo este nombre, el juego era en gran parte similar pero difieren en varias áreas clave. El personaje del jugador era conocido como agente de Cruz, y el juego parece seguir en una investigación autorizada por el gobierno, o las investigaciones, en lugar de actuar como un pícaro en la ejecución de la ley. Aunque Cruz poseyó las inclinaciones sobrenaturales de Thomas del juego final, realmente podía usar varios hechizos mágicos. Por ejemplo, un hechizo podría ser pronunciado para tirar de un arma de manos del enemigo y otro hechizo Sierra puertas y otra rotura de obstáculos en frente del jugador, aparentemente negando la necesidad de un hacha de bombero. Las herramientas forenses Cruz también difieren, como las herramientas de detección y colección eran típicamente un elemento individual - la luz UV, por ejemplo, podrían iluminar pistas y utilizarse posteriormente para un pase a través de ellas tomar las muestras.

## Crítica
La versión de Xbox 360 tiene una puntuación de 82% en Game Rankings basado en 81 comentarios, y una puntuación de 81% en Metacritic basado en 72 comentarios. GameSpot condecoró a Condemned con un 8,0 diciendo "Captura el combate cuerpo a cuerpo con una intensa, brutalidad realista como ningún otro juego ha hecho antes. IGN dio a Criminal Origins un 8.7, acreditando que el combate tuvo mucha importancia en la misma. Game Informer dio al juego un 8.75 diciendo que es un nuevo comienzo en el género de terror con gráficos excelentes y una jugabilidad muy entretenida, pero criticó su corta durabilidad y trama cuestionable.
La versión para PC tiene una puntuación de 79% en Game Rankings basado en 31 comentarios, y una puntuación de 78% en Metacritic basada en 24 comentarios.

### Controversia
En febrero del 2008 todas las copias de Condemned fueron confiscadas en Alemania a causa de la infracción de la ley § 131 (Representación de violencia) del Código Penal. Su distribución en Alemania está prohibida por la ley (está en Proceso Judicial).

## En Los Medios

### Precuela
Un juego en línea de seis partes fue lanzado en el sitio web de Condemned: Criminal Origins ambientándose antes de los sucesos de Condemned: Criminal Origins. El protagonista es el agente Mallory, que está en búsqueda de un asesino en serie. En el último episodio, Mallory es asesinado por el asesino en serie X. El juego termina donde Condemned comienza.

### Secuela
Una secuela directa del juego fue lanzada en 2008. Se titulaba Condemned 2: Bloodshot para mostrar la evolución del protagonista Ethan Thomas. El juego fue desarrollado por Monolith y publicado por Sega, las mismas empresas que el original. Se expandió los elementos del juego de Condemned y se agregaron varias características nuevas como multijugador en línea y una nueva ofensiva contra los enemigos usando los elementos del entorno.

## Otros medios de comunicación

### Precuela de
Un juego en línea episódico de seis partes fue lanzado en el Condemned: Criminal Origins sitio Web.  el protagonista es agente Mallory, quien está en busca de un asesino en serie. En el último episodio, Mallory es asesinado por el asesino en serie X. El juego termina donde Condemned: Criminal Origins comienza.

### Secuela de
Artículo principal: 2 condenados: inyectado en sangre
Una secuela directa del juego fue lanzada en 2008. Fue titulado 2 condenados: inyectado en sangre para mostrar la evolución del personaje protagonista Ethan Thomas. El juego fue desarrollado por Monolith y publicado por Sega, las mismas empresas que el original. Había ampliado en los elementos de juego de Condemned y había añadido varias nuevas características como mata ambiental y multijugador en línea.

### Adaptación de la película
4 de octubre de 2005, Warner Brothers Studios anunció planes para lanzar una adaptación de la película que se encuentra en el mismo "universo" como la entonces próxima Condemned: Criminal Origins.  warner Bros Studios adquirió Monolith Productions en 2004 y estaba esperando el 2008 será anunciado, pero nunca fue. Un informe de La variedad de Estados Kurt Sutter, coproductor de la serie de televisión  The Shield, estaría escribiendo el guion de la película bajo el título inolvidable.
Según los primeros borradores del guion, un oficial de policía persigue a un asesino en serie en un intento de limpiar su nombre de asesinato. Sin embargo, durante el proceso descubre que puede estar ligada a otros casos de asesinato constante de una manera inusual. El policía pronto comienza a cuestionar a lo largo de su investigación al descubrir sus habilidades sobrenaturales, "que es como un hombre, hasta que se da cuenta de que no es un hombre. Un tira y afloja surge entre una facción de extranjeros bien y el malas."
También conectado con el proyecto es Jason Hall, un exdirector general de monolito que se unió a Warner Bros para convertirse en Vicepresidente de operaciones de su división de juegos de azar. Hall, junto con Nathan Henderickson, fue responsable por concepto de la película y el estado que pretende "llegar a algo específicamente diseñado para utilizar múltiples medios para contar historias que tuvieron cierta continuidad y conectivo hilo... Hemos querido crear un universo que, como una  de las galaxias, era grande suficiente donde podrían existir diversas historias. "  variedad indicó que el plan era introducir a audiencias en el "universo" de Condemned Criminal Origins, seguido de una adaptación de la película que la relación con un videojuego secuela poco a poco ampliando el universo de la historia.